# Caroline Malone
Caroline Malone, née le 10 octobre 1957, est une universitaire et une archéologue britannique, actuellement professeur de préhistoire à l'Université Queen's de Belfast School of Natural and Built Environment, et anciennement Senior Tutor de Hughes Hall, Cambridge, Royaume-Uni. Avant cela, elle était rédactrice en chef d′Antiquity et Conservatrice du Département de la Préhistoire et de l'Europe ancienne au British Museum. Elle commence sa carrière comme conservatrice au musée Alexander Keiller d'Avebury.
Ses recherches incluent le travail de terrain en Italie péninsulaire (depuis 1983), à Malte (depuis 1987) et à Troina en Sicile (depuis 1997), et actuellement en Grande-Bretagne. Parmi les sujets spécifiques figurent la théorie et la pratique archéologiques; les sociétés néolithiques et de l'âge du cuivre de Grande-Bretagne, d'Europe, de Méditerranée et d'Italie; les sociétés insulaires et l'archéologie insulaire; l'archéologie du paysage et de l'habitat : gestion des ressources culturelles: artefacts et technologie: travail sur le terrain et prospection. Malone a dirigé avec succès une candidature du Conseil européen de la recherche pour un projet de recherche avancée intitulé FRAGSUS qui a commencé en 2013. Ce projet collabore avec des institutions maltaises et étudie l'impact environnemental des premiers colons à Malte, et fouillé dans les temples néolithiques de Ggantija, Santa Verna, Kordin III et Skorba ainsi que dans les temples néolithiques de Ggantija, Santa Verna, Kordin III et Skorba, Tac Cawla et In Nuffara à l'âge de bronze, dans le but d'explorer la chronologie, l'économie et le paysage.
Malone est diplômée d'un BA à l'Université de Cambridge en 1980, est titulaire d'un MA en Archéologie et en Anthropologie, et obtient un Ph. D de l'Archéologie à l'Université de Cambridge en 1986. Elle est mariée à Cambridge à l'archéologue Simon Stoddart, avec qui elle dirige des travaux sur le terrain depuis 1983 et a deux enfants.

## Sélection de publications
- Megaliths in Malta. Orme dei Giganti. Stoddart, S. and C. Malone, eds., ed. B.C.a.B.L. Tusa S. 2009, European Commission. p. 23-34.
- Mortuary Customs in prehistoric Malta: excavations at the Brochtorff-Xaghra Circle, Gozo, 1987-1994. Malone, C. Stoddart, S, Trump, D, Bonanno, A., Gouder, T., and Pace, A.McDonald Monographs. 2009, Cambridge: McDonald Institute for Archaeological Research[2].
- Changing beliefs in the human body in prehistoric Malta 5000-1500 BC. Past Bodies, Stoddart, S.K.F. and C.A.T. Malone, ed. D.a.R. Boric, J. 2008, Berghahn: Oxford. p 19-28. .
- Malone, C., Metaphor and Maltese Art: explorations in the Temple Period. Journal of Mediterranean Archaeology, 2008. 21(1): p. 81-109.
- Extracting the Domestic from Indigenous Sicily. in Building Communities: House, settlement and society in the Aegean and beyond: Proceedings of the Cardiff Conference. Sturt, F., S. Stoddart, and C. Malone, Edited by: N. Fisher, Whitley, J. and Westgate, R, Editor. 2007, British School at Athens Studies. p 47-53.
- Structure, art and ritual in a Maltese Temple. Malone, C.In Barrowclough, D. And Malone, C. (eds) Cult in Context. 2007. Oxbow books, Oxford. 23-34.
- Malone, C., ed. Access and Visibility in prehistoric Malta. Recent Research and Developments in the Management of World Heritage Sites, ed. M. Pomeroy-Kellinger. Vol. 16. 2007, Oxford Archaeology Monographs, Occasional Papers Oxford. p. 15-25.
- Cult in Context: reconsidering Ritual in Archaeology. Barrowclough, D. and *Malone, C. eds. 2007, Oxbow: Oxford.
- Ashley, S., Ashley, S,. Bending, J,. Cook, G,. Corrado, A., *Malone, C., Pettitt, P,.Puglisi, D., Redhouse, D., *Stoddart, S. The resources of an upland community in the fourth millennium BC. Uplands of Sicily and Calabria., ed. M. Fitzjohn. Vol. 13. 2007, Accordia Research Centre, University of London. p. 59-80.
- Dolfini, A., C. Malone, and S. Stoddart, Searching for ritual in the Bronzo Finale: the example of Gubbio, in Studi di Protostoria in onore di Renato Peroni. 2006, All'Insegna del Giglio: Firenze:  p. 663-665.
- Towards an island of mind? (2004), by Caroline Malone and Simon Stoddart, pp. 93–102 in: 'Explaining social change: Studies in honour of Colin Renfrew', edited by J. Cherry, C. Scarre, and S. Shennan, 240 pp, McDonald Institute, Cambridge,  (ISBN 978-1-902937-23-6)
- Megaliths from Antiquity (2003), edited by Timothy Darvill and Caroline Malone, 386p, published by Antiquity, Cambridge,  (ISBN 978-0-9539762-2-5)
- Stonehenge (Digging for the Past) (June 2002), by Caroline Malone, Kay Almere Read, and Nancy Stone Bernard, 48 pages, published by Oxford University Press,  (ISBN 978-0-19-514314-0)
- Neolithic Britain And Ireland (October 2001), by Caroline Malone, 288 pages, 183 b/w figs, published by NPI Media Group,  (ISBN 978-0-7524-1442-3)
- The articulation of disarticulation. preliminary thoughts on the Brochtorff Circle at Xaghra (Gozo) (1999), by Simon Stoddart, M. Wysocki, G. Burgess, G. Barber, C. Duhig, Caroline Malone, and G. Mann, pp. 94–105 in: 'The loved body's corruption: Archaeological contributions to the study of human mortality' edited by J. Downes and A. Pollard, published by Cruithne Press, Glasgow,  (ISBN 1-873448-06-6)
- God of Goddess? The Temple Art of Ancient Malta (May 1999) by Caroline Malone, pp 148–163 in: 'Ancient Goddesses: The Myths and Evidence', edited by L. Goodison and C. Morris, jointly published by British Museum Press, London, and the University of Wisconsin Press, 224 pp,  (ISBN 978-0-299-16320-4)
- The Conditions of Creativity for Prehistoric Maltese Art (1998), by Caroline Malone, and Simon Stoddart, pp 241–259 in 'Creativity in Human Evolution and Prehistory' edited by Steven Mithen, published by Routledge,  (ISBN 978-0-415-16096-4)
- Territory, Time and State: The Archaeological Development of the Gubbio Basin (October 1994), edited by Simon Stoddart and Caroline Malone, 244 pp with 62 line diagrams, 9 half-tones, 21 tables and 36 maps, published by Cambridge University Press,  (ISBN 978-0-521-35568-1)